# Praterie e savane inondabili del Sudd-Sahel
La regione delle praterie e savane inondabili del Sudd-Sahel è un'ecoregione inclusa della lista Global 200 del WWF. Comprende le principali zone umide del nord dell'ecozona afrotropicale (Africa centrale e occidentale) nel Sudd e nel Sahel, ed è formata da tre ecoregioni:
- la prateria inondabile del Sahara;
- la savana inondabile del delta interno del Niger-Bani;
- la savana inondabile del lago Ciad.